# Rue Lafayette (Munch)
Rue Lafayette o Rue La Fayette, es una pintura del pintor noruego Edvard Munch. Fue creada en París en 1891 durante un breve período en el que el pintor experimentó con los recursos estilísticos del Impresionismo antes de recurrir sucesivamente al Sintetismo, Simbolismo y Expresionismo. La imagen muestra a un hombre que mira desde un balcón alto la vida callejera de la calle parisina La Fayette. Experimenta su efecto especial a través de las pinceladas rápidas y oblicuas y la perspectiva empinada con la que el espectador mira hacia el abismo.

## Descripción
Una figura masculina con sombrero de copa se encuentra en un balcón y se inclina sobre la barandilla. Según Ulrich Bischoff, es “representante del espectador” y dirige “la mirada de un paseante” hacia las profundidades. En la parte izquierda se pueden ver las fachadas de las casas, así como un cruce de calles animado con carruajes tirados por caballos y transeúntes. Están pintados con la técnica del puntillismo, con pinceladas diagonales paralelas en rojo, azul y amarillo claros. El color dominante general es el azul. Entre la aplicación de la pintura al óleo el lienzo imprimado se puede ver una y otra vez, cuyo color también contribuye a la impresión general de la imagen. El ángulo de las pinceladas rápidas y oblicuas sigue aproximadamente la luz del sol. Sus patrones lineales dan la impresión de movimiento, de personas y carruajes que avanzan.
En el lado derecho del cuadro, en la representación de la figura masculina y el balcón, no se emplea sin embargo el estilo pictórico puntillista. Aquí se aplican patrones de líneas rectas y curvas con pintura diluida, recordando arabescos. Los contornos son más fuertes, las líneas más redondeadas, los colores más oscuros. Según Tone Skedsmo, dan a la imagen por lo demás luminosa y vibrante, "pesadez y estabilidad". El espectador permanece tranquilo e inmóvil frente a la velocidad y la multitud en la calle. Las líneas de la barandilla del balcón crean una fuerte sensación de profundidad, cuyo punto de fuga, según Reinhold Heller, parece extenderse más allá del lienzo. Mientras que la cabeza de la figura yace exactamente en el punto de escape "vertiginoso" a la calle, sus pies se paran en el eje de escape del balcón. La profundidad de la composición se disuelve en el gris azulado claro de las sombras de las casas.

## Análisis

### El "período impresionista" de Munch
En el otoño de 1889, Edvard Munch viajó a París para estudiar la escena artística local. Más tarde se trasladó a Saint-Cloud en el Sena, a pocos kilómetros de París. La exposición universal le dio la oportunidad de obtener una visión general del arte contemporáneo. En París, Munch conoció las obras de Gauguin, van Gogh, Toulouse-Lautrec, Caillebotte, Carrière, Ensor, Whistler y los neoimpresionistas. Inicialmente, sus obras de este período reflejaban particularmente su exploración del impresionismo, como El Sena cerca de Saint-Cloud o Primavera en la puerta de Karl Johan de 1890. Durante su estancia en Francia, que se prolongó con interrupciones hasta 1892, también creó sus primeros cuadros simbolistas-expresivos que fueron formativos para su obra, como Noche en Saint-Cloud de 1890.

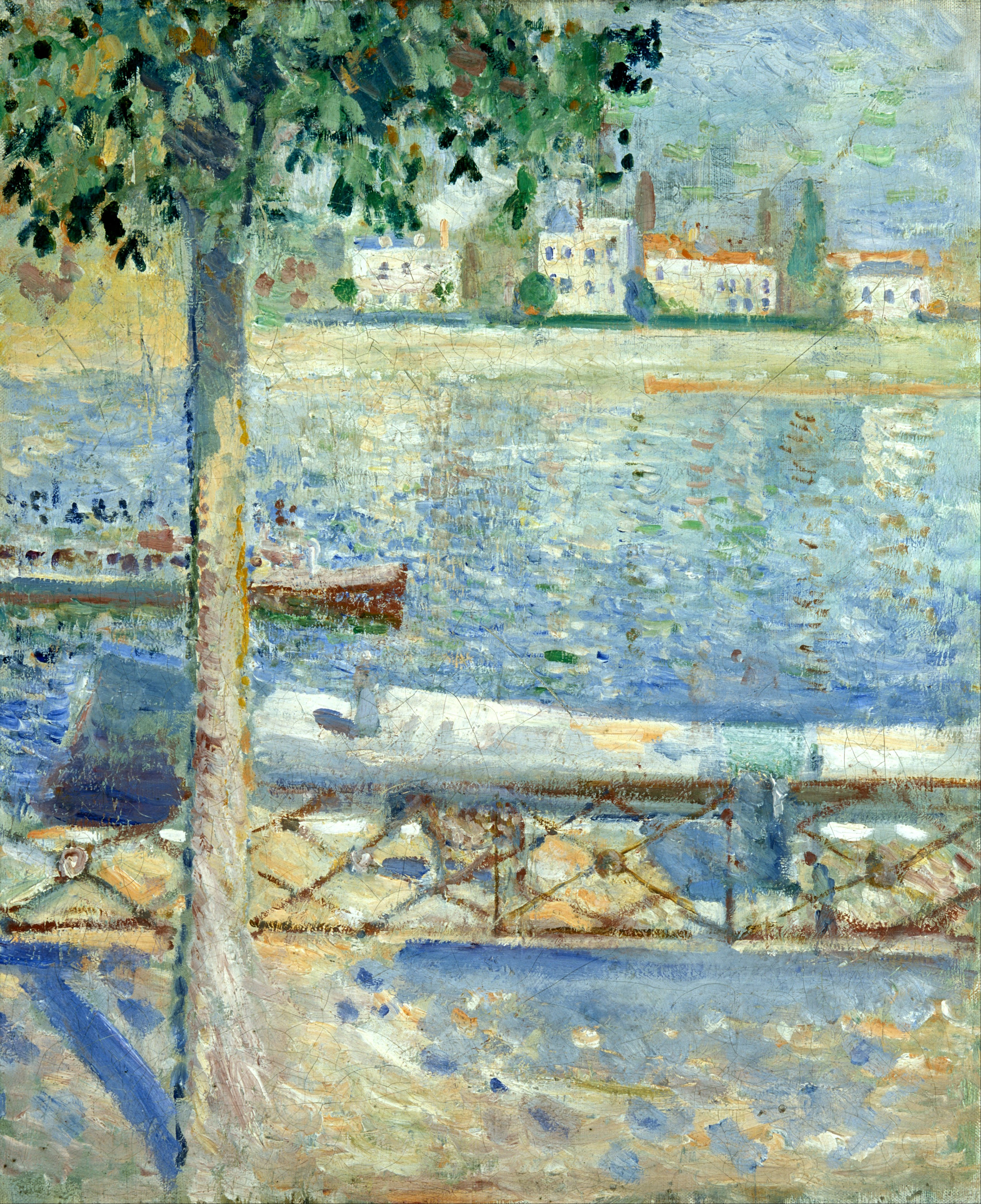
El Sena en Saint-Cloud (1890), Museo Munch de Oslo.
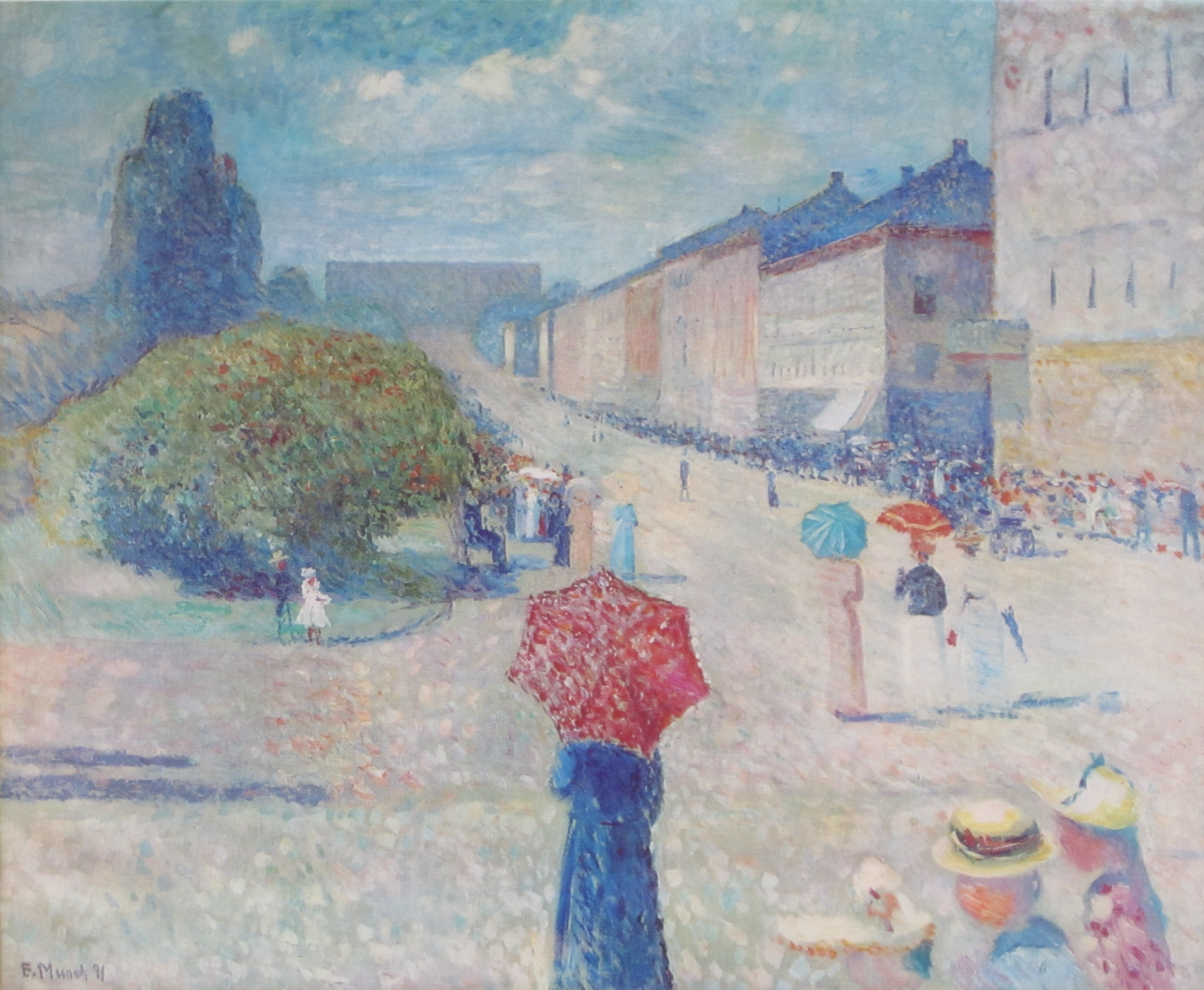
Primavera en la puerta de Karl Johan (1890), Galería de imágenes de Bergen.
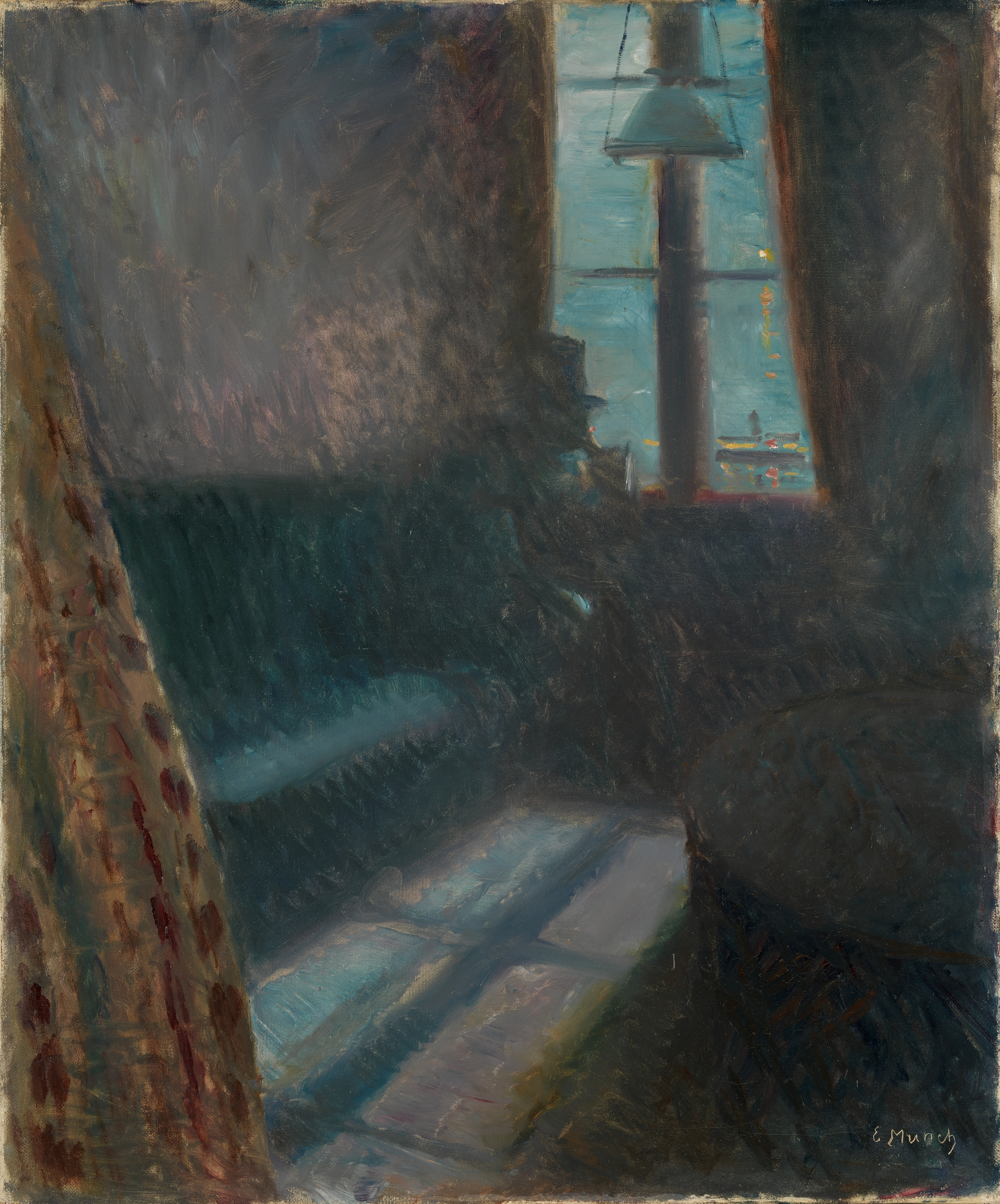
Noche en Saint-Cloud (1890), Galería Nacional de Noruega.

El mismo Munch describió Rue Lafayette en retrospectiva como simplemente un "breve destello de mi período impresionista". Ya en la primavera de 1890, en su texto programático Manifiesto de Saint Cloud, había renunciado al naturalismo y al impresionismo: “No se deben pintar más interiores, no más gente que lea, no más mujeres tejiendo. Deben ser personas vivas que respiren y sientan, sufran y amen.“  Según Tone Skedsmo, Munch solo experimentó con las posibilidades técnicas que le ofrecían el impresionismo y el neoimpresionismo, y rechazó todo lo que no le ayudara en la búsqueda de una forma de expresión que le conviniera.

### Inspiración paraRue Lafayette
Munch no solo tomó las técnicas impresionistas para Rue Lafayette, sino también el motivo de una vista desde una perspectiva elevada de la ciudad reformada por el urbanista Georges-Eugène Haussmann bajo Napoleón III. Las calles de París y la bulliciosa vida callejera ya habían sido exploradas por los impresionistas, por ejemplo, por Claude Monet en 1873-74 en el Boulevard des Capucines. En 1880 Gustave Caillebotte posó la mirada por primera vez desde un balcón en la multitud abarrotada abajo en Un balcón. Hombre en el balcón de Caillebotte, del mismo año, muestra una perspectiva espejada que parece anticipar la composición de Munch.

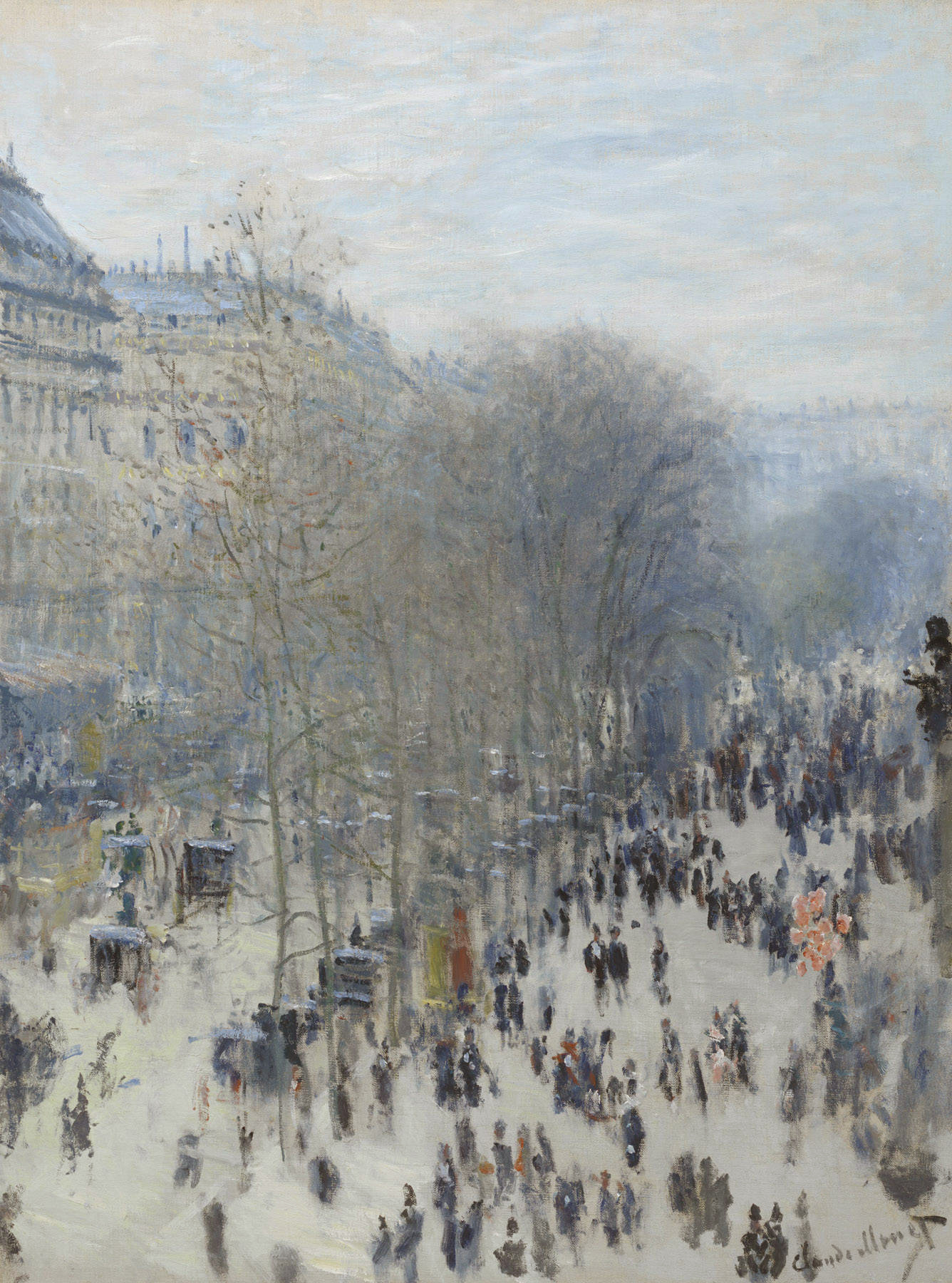
Claude Monet : Boulevard des Capucines (1873-74), Museo de Arte Nelson-Atkins, Kansas City.
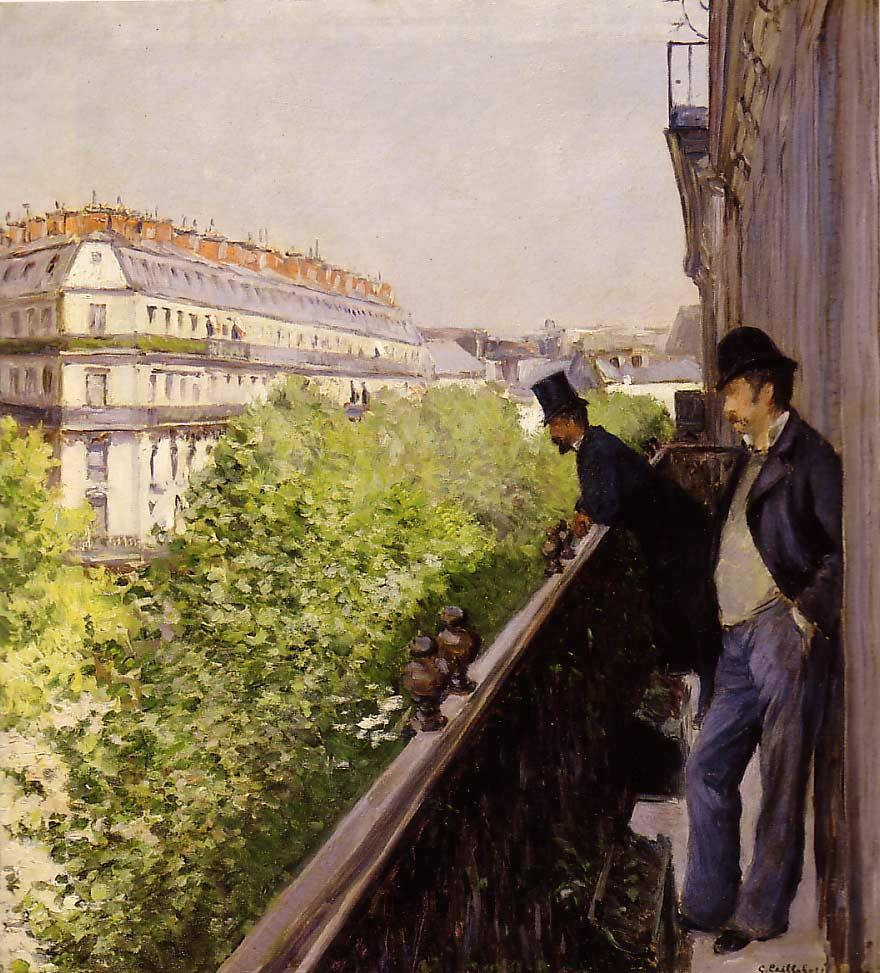
Gustave Caillebotte: Un balcón (1880), colección privada.
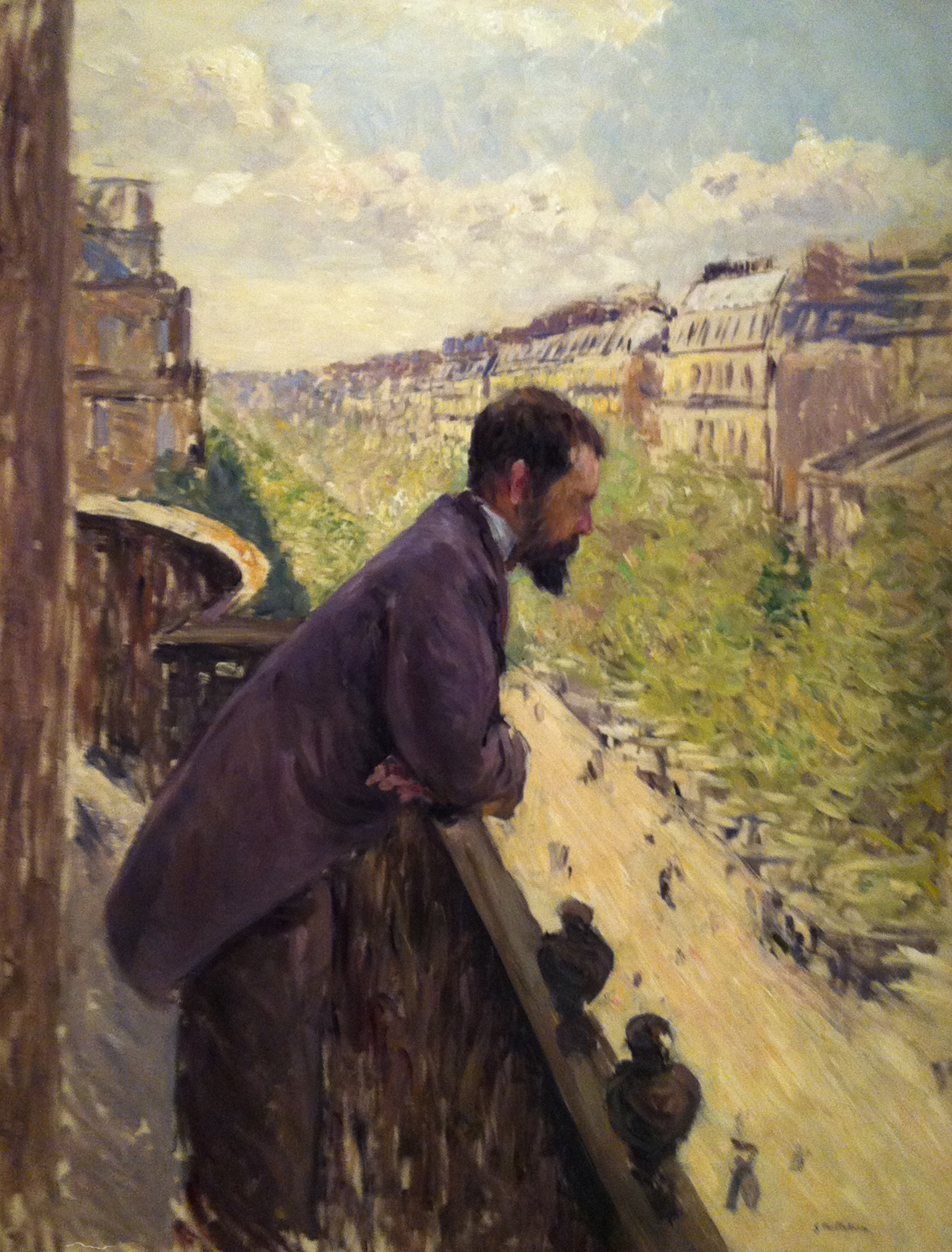
Gustave Caillebotte : Hombre en el balcón (1880), colección privada.

La similitud compositiva entre el balcón de Rue Lafayette y el de Caillebotte ha llevado a muchas especulaciones de que Munch pudo haber conocido los cuadros o al pintor, y que incluso pintó su cuadro desde su propio apartamento en el Bulevard Haussmann. De hecho, los cuadros de Caillebotte nunca se exhibieron durante las visitas de Munch a París, y no hay evidencia de ningún conocimiento entre los dos pintores. Además, en 1891 Caillebotte ya no vivía en el Bulevard Haussmann. En cambio, el lugar desde el que Munch pintó la Rue Lafayette puede identificarse claramente como el hotel en 49 Rue Lafayette, donde se hospedó el pintor en abril de 1891. Las bifurcaciones de la Rue Druot y la Rue du Faubourg Montmartre se pueden ver, por ejemplo, y se aprecia la imponente Ópera Garnier al fondo como una masa azul. Oskar Bätschmann ubica el balcón de Munch en el quinto o sexto piso del edificio.
Rodolphe Rapetti sospecha que pudo haber sido un influyente estudio sobre el impresionismo en Escandinavia de Andreas Aubert en el periódico Aftenposten de 1883 el que influyó en Munch para su escena callejera. A primera vista, Aubert describió el Boulevard des Capucines de Monet como un “desorden irracional” que solo se disuelve desde la distancia: "Las filas comienzan a moverse como el enjambre de una multitud, los morados se convierten en un taxi y el amarillo en un quiosco. […] ¿Hay locura en juego aquí? En ese caso, la locura tendría método. Es simplemente asombroso." 

### Dinamismo y abismo
Si bien Reinhold Heller define principalmente un estado de ánimo de calma y tranquilidad en las imágenes de Monet y Caillebotte, el efecto de Rue Lafayette es completamente opuesto mostrando una dinámica excitada. Munch no utiliza la técnica del puntillismo en Rue Lafayette para crear una mayor luminosidad o armonía de color, como era la intención de los neoimpresionistas, sino para capturar el movimiento y la velocidad de la vida en la calle. Es precisamente el contraste del balcón y el hombre pintados estáticamente con el patrón diagonal de las pinceladas de la vista urbana lo que da vivacidad y dinamismo a la escena en la calle. El efecto de profundidad del punto de fuga que aparentemente sale del lienzo también roba a la imagen calma y estática. Para Heller, la calle y el balcón no se combinan para formar una unidad armoniosa, sino que la composición se descompone en sus elementos en términos de contenido y forma.
Para Heller, el propósito de la imagen, al que están subordinados todos los elementos individuales, es un homenaje a la vida móvil en la ciudad moderna, veinte años antes de que se lanzara el movimiento artístico del futurismo. Para Karin Sagner, los carruajes y los peatones anónimos se disuelven en un movimiento general en la obra de Munch, y la imagen se convierte en una parábola. La perspectiva otoñal rompe la vista habitual de la ciudad y sus residentes y estimula a Munch a tomar una vista cuasi fotográfica, una vista de la modernidad.

Oskar Bätschmann ve Rue Lafayette como algo más que “un simple ejercicio al estilo impresionista”. En el enfrentamiento entre un espectador y el mundo en miniatura que tiene frente a él, entre proximidad y lejanía, Munch despierta sentimientos de alienación, abismo y peligro. Y por primera vez en su obra desarrolló dos dualidades en el mismo encuadre que se convertirá en germen para obras posteriores más importantes: Melancolía y Desesperación, que se expresan a través de la figura de un espectador melancólico y una perspectiva frenética. Imágenes como Desesperación y El grito también usan esta dualidad.

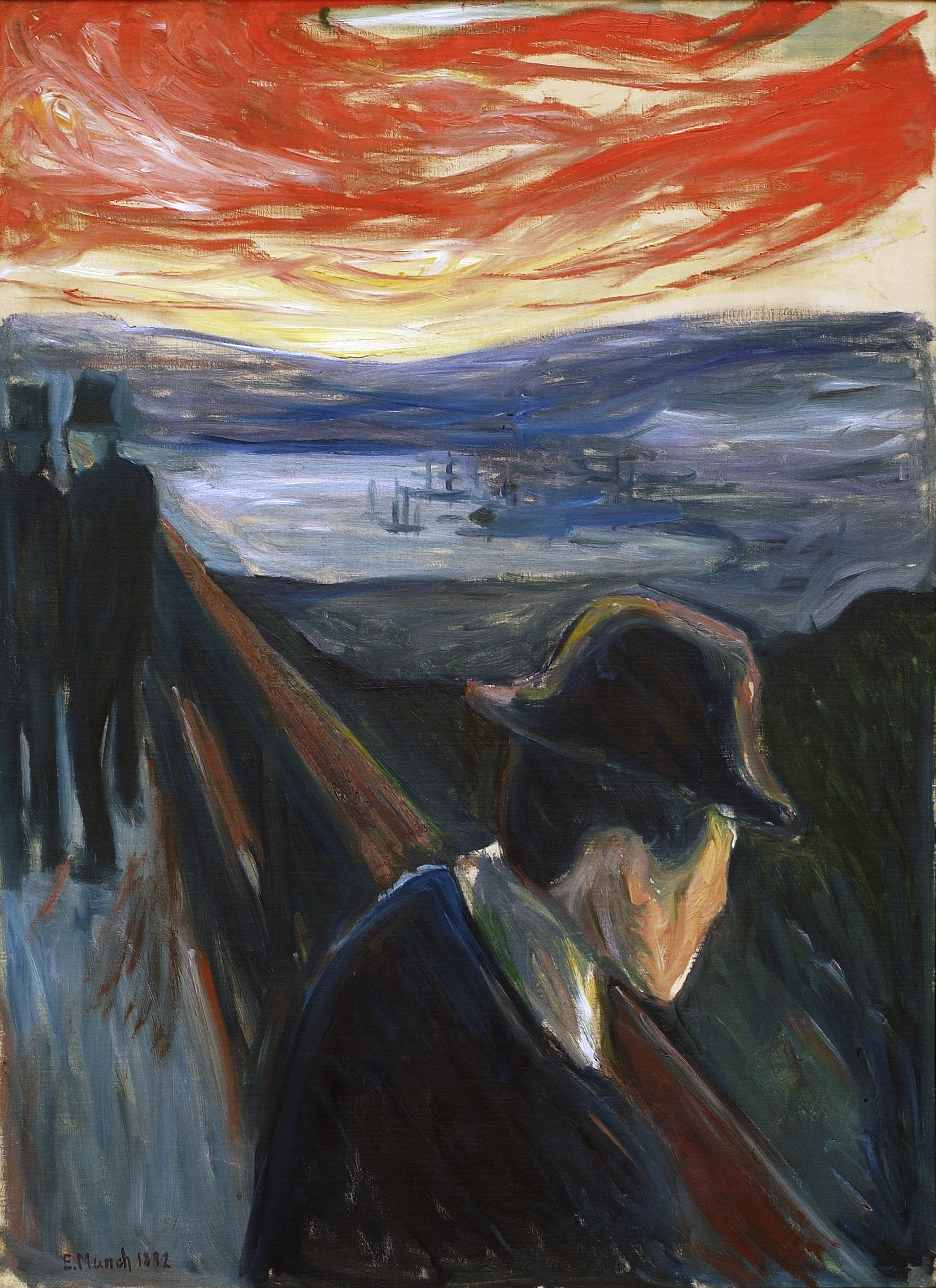
Desesperación (1892), Thielska galleriet, Estocolmo.
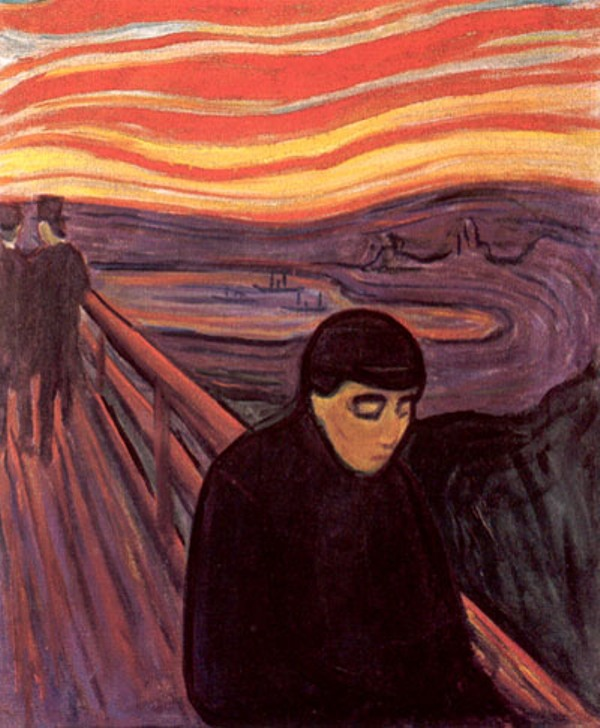
Desesperación (1894), Museo Munch de Oslo.
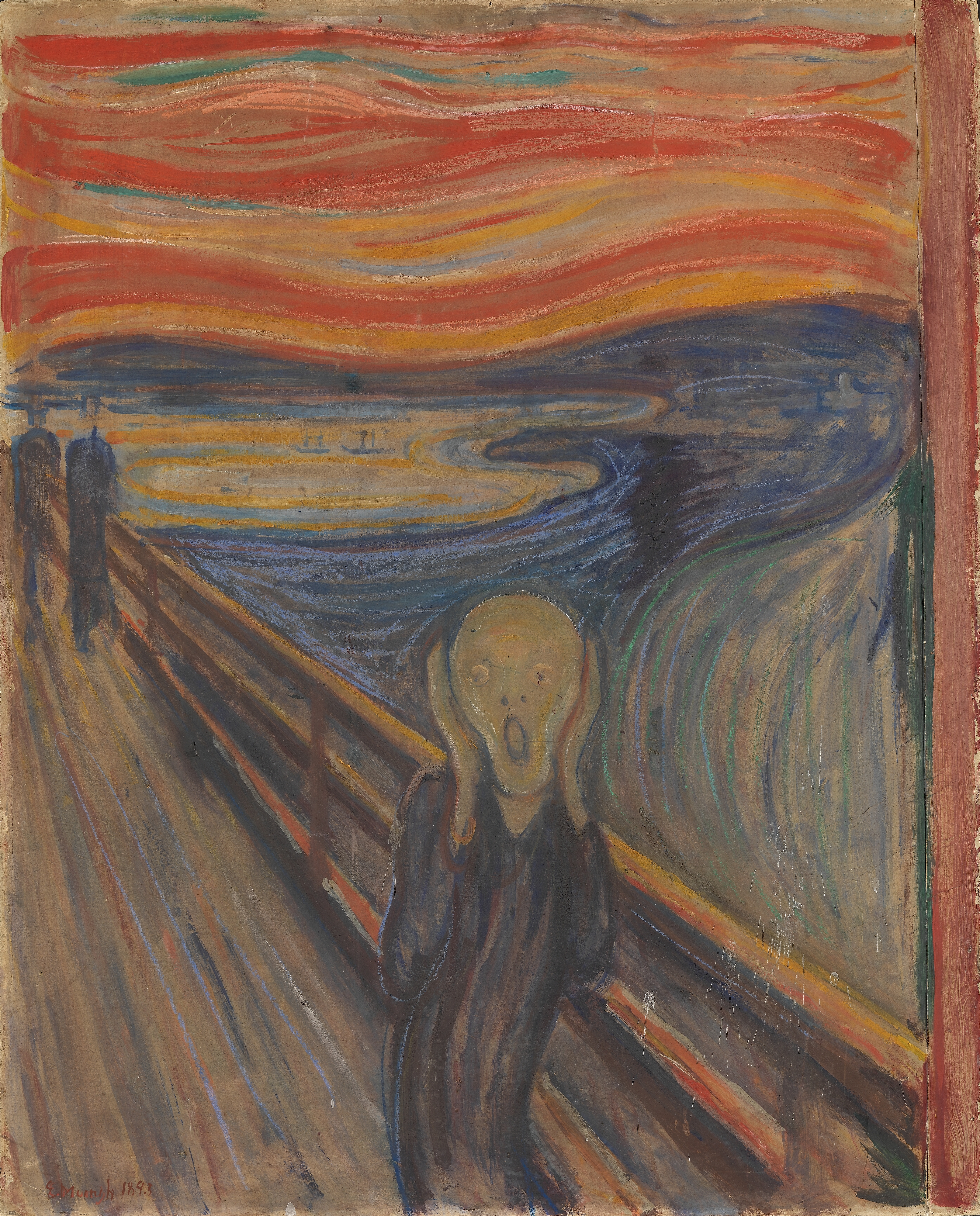
El grito (1893), Galería Nacional de Noruega.

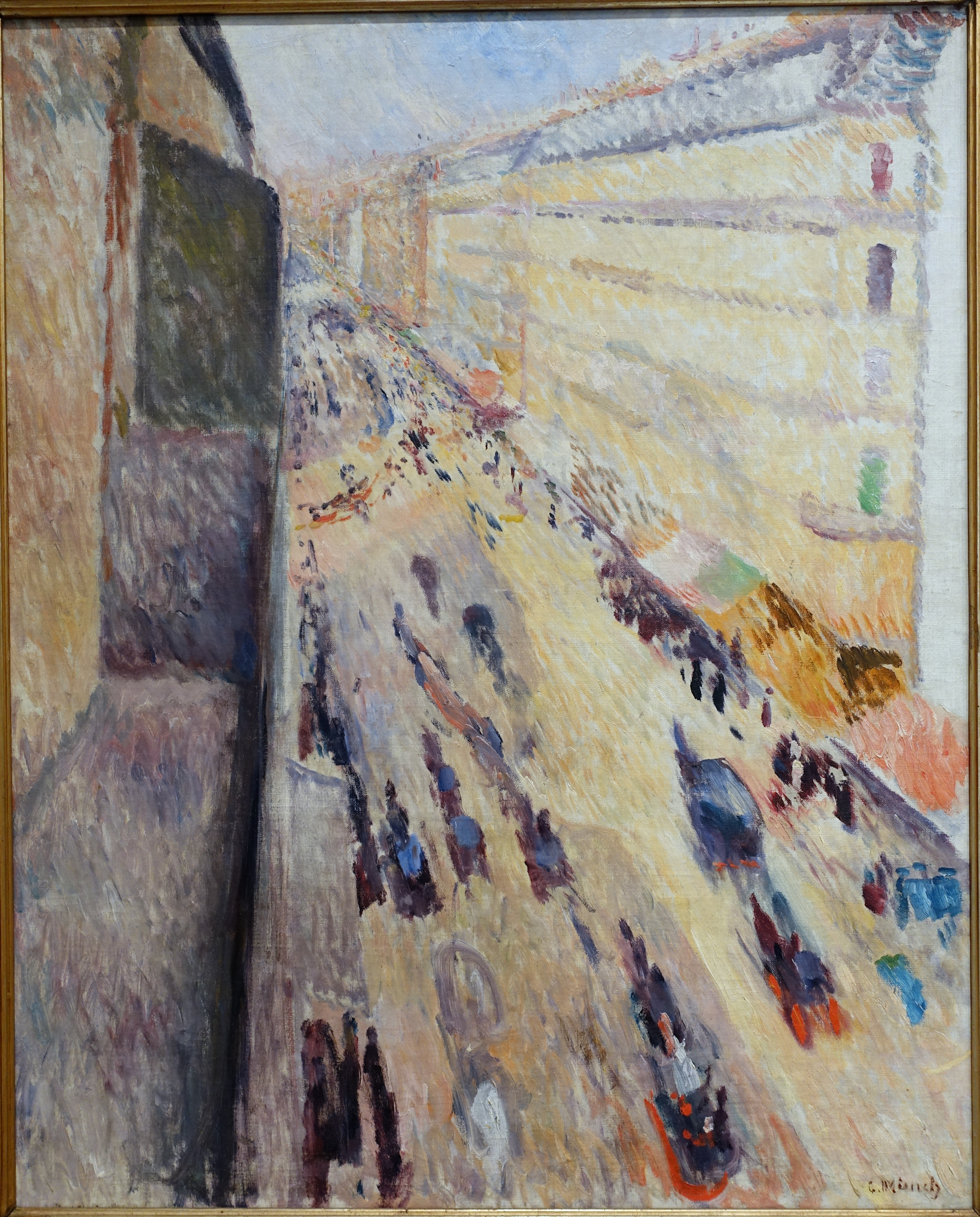
Edvard Munch: Rue Rivoli (1891), óleo sobre lienzo, 81 × 65,1 cm, Fogg Art Museum, Cambridge.

### Contraimagen:Rue de Rivoli
Munch retomó la composición y técnica de Rue Lafayette en un segundo cuadro de 1891, una representación de la Rue de Rivoli parisina. En la perspectiva de espejo, la diagonal ya no conduce hacia arriba, sino, según Ulrich Bischoff, "con una velocidad casi dramática hacia abajo". El balcón en el que se encuentra el espectador forma una pared de rectángulos verdes y morados en el borde izquierdo de la imagen, que parecen inclinarse hacia adelante. La empinada línea de calles y casas deja solo un pequeño triángulo de cielo azul libre. La vida de la calle en sí está representada con una fuerte abstracción: en primer plano los transeúntes y los carruajes están pintados como manchas de color, prácticamente convertidos en una multitud de puntos puntillistas borrosos por la velocidad.
Como en Rue Lafayette, según Tone Skedsmo, Munch también estaba fascinado por el "'infinito' de las calles parisinas" en Rue de Rivoli. Para Bischoff, ambas imágenes son parte de una "isla tranquila y sin perturbaciones" en comparación con la obra "espantosamente arremolinada" que Munch creó en la década de 1890 (cf. por ejemplo, en el Friso de la vida ).

## Recepción y procedencia
El fotógrafo francés Constant Puyo hizo referencia explícita a la obra de Munch en su fotografía Montmartre, publicada en 1906. Muestra a una sirvienta inclinada sobre el parapeto de un balcón en el ático de una casa en Montmartre en París para mirar hacia la calle mucho más abajo.

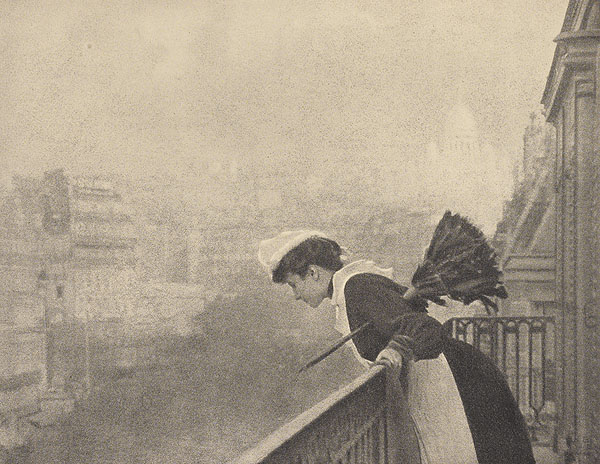
Constant Puyo : Montmartre (1906)

La Galería Nacional de Noruega adquirió Rue Lafayette en 1933 con una donación del coleccionista de arte y mecenas Olaf Schou.